# Purple America (roman)
Purple America (titre original  : Purple America) est un roman de l'écrivain américain Rick Moody publié en avril 1997 aux éditions Little, Brown and Company et paru en français le 7 janvier 2000 aux éditions de L'Olivier.